# Луций Миниций Руф
Луций Миниций Руф (лат. Lucius Minicius Rufus) — римский политический деятель второй половины I века.
Некий Авл Миниций Руф был проконсулом Крита и Киренаики до 71 года. Возможно, его следует отождествлять с Луцием. Руф был проконсулом провинции Вифиния и Понт, когда Домициан взошёл на престол в 81 году. Возможно, он был назначен на эту должность при Веспасиане. Между 83 и 88 годом Руф находился на посту легата пропретора Лугдунской Галлии. В 88 году он занимал должность ординарного консула вместе с императором Домицианом. Около 95 года Руф вошёл в состав коллегии понтификов.